# Laranjada
A Laranjada narancs ízű szénsavas üdítőital, melyet Madeira-szerte árusítanak boltokban, szupermarketekben, éttermekben, bárokban. A Laranjada gyártója a Empresa de Cervejas da Madeira, amely a Pestana Group tulajdonában áll.
A Laranjada gyártását 14 évvel korábban kezdték el, mint a nála jóval híresebb Coca-Colát. 

## Története
A Laranjadát 1872-ben kezdték el gyártani Portugáliában, ezért az egyik legrégebbi üdítőital márka, amit gyártanak. Népszerűsége máig töretlen az országban. 

## Fordítás
Ez a szócikk részben vagy egészben  a   Laranjada című angol Wikipédia-szócikk ezen változatának fordításán alapul.  Az eredeti cikk szerkesztőit annak laptörténete sorolja fel. Ez a jelzés csupán a megfogalmazás eredetét és a szerzői jogokat jelzi, nem szolgál a cikkben szereplő információk forrásmegjelöléseként.